# Das Unheimliche
In seinem Aufsatz Das Unheimliche aus dem Jahr 1919 begründet Sigmund Freud seine Annahme einer unbewussten Seelentätigkeit. Die unbewusste Tätigkeit gilt bis heute als ein wichtiger Untersuchungsgegenstand der Psychoanalyse.

## Inhalt
In seinem Essay Das Unheimliche sucht Freud nach dem besonderen Kern, der das Unheimliche von dem Angst- und Grauenerregenden abgrenzt.
Dem nähert sich Freud auf zweierlei Weise: durch die Sprachentwicklung und durch Literatur, die erklären soll, was ein unheimliches Gefühl in dem Leser hervorruft. In der sprachlichen Analyse sucht er nach dem besonderen Kern, der das Unheimliche von Angst- und Grauenerregendem abgrenzt. Das Ergebnis seiner Untersuchung ist, dass das Unheimliche auf das Altbekannte, Längstvertraute zurückgeht. Freud entwickelt die Bedeutung von Unheimlichem an seinem Gegensatz, heimlich. Die Bedeutung von heimlich wird nach seiner Ambivalenz entwickelt: Einmal wird es im Sinn von heimelig und einmal im Sinn von versteckt, verborgen gehalten, verstanden und fällt damit mit seinem Gegensatz unheimlich zusammen. Das Unheimliche ist also als Art von heimlich zu verstehen. Jentsch nennt das Unheimliche eine intellektuelle Unsicherheit, gegen die nur Orientierung helfe. Freud kommt zu dem Schluss, dass unheimlich alles sei, was ein Geheimnis, was im Verborgenen bleiben sollte und hervorgetreten ist. Anhand literarischer Belege ermittelt Freud verschiedene, immer wiederkehrende Motive des Unheimlichen.

### Motive
Kastrationskomplex
Freud interpretiert E. T. A. Hoffmanns Erzählung Der Sandmann und sieht in der unheimlichen Angst der Erblindung einen verdrängenden Ersatz für infantile Kastrationsangst. Die „Kinderangst, die Augen zu beschädigen“ stehe in Traum, Phantasie und Mythos für die Angst vor dem Verlust des Geschlechtsteils – Ödipus blende sich so selbst, die gesetzliche Strafe für sein Vergehen sei hingegen Kastration. Auch Verstümmelungen wie „abgetrennte Glieder, ein abgehauener Kopf“ sind eine „Annäherung an den Kastrationskomplex“.
Das Doppelgängermotiv
Das Motiv des Doppelgängers basiert auf der antiken Vorstellung des Doppelgängers „als Versicherung gegen den Untergang des Ichs“, die Freud psychoanalytisch als Konflikt der Selbstkritik-Fähigkeit der Ich-Instanz mit dem unbewusst Verdrängten auslegt. Unheimlich sei dabei das „Rückgreifen auf […] Phasen in der Entwicklungsgeschichte des Ich-Gefühls“, durch den Kontrast entsteht ein Schreckensbild.
Das Motiv der Wiederholung des Gleichartigen
Menschen neigen dazu, wiederkehrenden Erlebnissen, Zahlen und Namen in eigentlich zusammenhangslosen Kontexten eine geheime Bedeutung zuzuschreiben. Dieses unheimliche Moment entsteht durch die Ableitung eines unbewusst-inneren infantilen „von den Triebregungen ausgehenden Wiederholungszwanges“.
Animismus: „Allmacht der Gedanken“
Vorahnungen, Magie und Aberglaube sind unheimlich, da sie dem eigenen Seelenleben Macht über die Realität zuschreiben. Diese „narzisstische Selbstüberschätzung“ einer „Allmacht der Gedanken“ ist ein Regress auf Erklärungsmechaniken früherer Entwicklungsphasen des Menschen.
Das Motiv Wahnsinn
Das Unterstellen böser Absichten und besonderer Kräfte kann Menschen unheimlich erscheinen lassen. Krankheiten wie Epilepsie und Wahnsinn, die früher mit Besessenheit und Dämonen assoziiert wurden, erscheinen über die unvermuteten und unkontrollierten Äußerungen von Kräften unheimlich.
Aus diesen Motiven leitet Freud eine generelle Angst vor dem Verdrängten ab: Jeder Affekt einer Gefühlsregung wird durch die Verfremdung durch wiederkehrende Verdrängung in Angst verwandelt, unabhängig von der ursprünglichen Konnotation. Das Unheimliche ist demnach „nichts Fremdes oder Neues, sondern etwas dem Seelenleben von alters her Vertrautes, das ihm nur durch den Prozess der Verdrängung entfremdet worden ist“. Die Verdrängung der Unausweichlichkeit der eigenen Sterblichkeit und des Todes, gerade auch gesellschaftlich durch Religionen, führt so zum Unheimlichen des Motivs der Wiederkehr der Toten, von Geistern und Gespenstern sowie Leichen.
Die extreme Angst vor dem Scheintod und davor, lebendig begraben zu werden, sowie die Schilderung weiblicher Genitale als unheimlich führt Freud auch auf die Umwandlung des infantilen Wunsches zurück, wieder im Mutterleib zu leben. Das Unheimliche entstehe auch hier als Verdrängung des sinnbildlich Heimischen, Altvertrauten: dem Mutterleib als Ursprung.